# Devoran
Devoran är en ort i Storbritannien.   Den ligger i grevskapet Cornwall och riksdelen England, i den södra delen av landet, 400 km väster om huvudstaden London. Devoran ligger 16 meter över havet och antalet invånare är 400.
Terrängen runt Devoran är huvudsakligen platt. Devoran ligger nere i en dal.  Närmaste större samhälle är Camborne, 14,5 km väster om Devoran. I omgivningarna runt Devoran växer i huvudsak barrskog.